# Jan Maria Chodorowski
Jan Maria Chodorowski – polski brydżysta, Arcymistrz Międzynarodowy (PZBS), odznaczony Złotą Odznaką PZBS (2006), sędzia okręgowy, trener II klasy, zawodnik Spójnia I Warszawa.
Od 1999 był członkiem różnych zespołów pracujących na olimpiadzie (w roku 2004) i wielu Mistrzostwach Świata i Europy.

## Wyniki brydżowe

### Rozgrywki krajowe
W rozgrywkach krajowych zdobywał następujące lokaty:
| Mistrzostwa Polski Par | Mistrzostwa Polski Par | Mistrzostwa Polski Par | Mistrzostwa Polski Par |
| Rok                    | Kategoria              | Partner                | Pozycja                |
| ---------------------- | ---------------------- | ---------------------- | ---------------------- |
| 2004                   | Open                   | Irena Chodorowska      | 2                      |

### Zawody światowe
W światowych zawodach zdobył następujące lokaty:
| Mistrzostwa Świata. Konkurencja teamów | Mistrzostwa Świata. Konkurencja teamów | Mistrzostwa Świata. Konkurencja teamów | Mistrzostwa Świata. Konkurencja teamów | Mistrzostwa Świata. Konkurencja teamów | Mistrzostwa Świata. Konkurencja teamów |
| Rok                                    | Miejsce                                | Zawody                                 | Kategoria                              | Drużyna                                | Pozycja                                |
| -------------------------------------- | -------------------------------------- | -------------------------------------- | -------------------------------------- | -------------------------------------- | -------------------------------------- |
| 1997                                   | Hammamet                               | 33 Mistrzostwa Świata Teamów           | Trans                                  | Chodorowski                            | 19                                     |

### Zawody europejskie
W europejskich zawodach zdobył następujące lokaty:
| Mistrzostwa Europy. Konkurencja Par | Mistrzostwa Europy. Konkurencja Par | Mistrzostwa Europy. Konkurencja Par | Mistrzostwa Europy. Konkurencja Par | Mistrzostwa Europy. Konkurencja Par | Mistrzostwa Europy. Konkurencja Par |
| Rok                                 | Miejscowość                         | Zawody                              | Kategoria                           | Partner                             | Pozycja                             |
| ----------------------------------- | ----------------------------------- | ----------------------------------- | ----------------------------------- | ----------------------------------- | ----------------------------------- |
| 2011                                | Poznań                              | 5. Otwarte Mistrzostwa Europy       | Seniorzy                            | Irena Chodorowska                   | 2                                   |
| 2009                                | San Remo                            | 4 Otwarte Mistrzostwa Europy        | Miksty                              | Irena Chodorowska                   | 99                                  |
| 2005                                | Teneryfa                            | 2 Otwarte Mistrzostwa Europy        | Open                                | Irena Chodorowska                   | 182                                 |
| 2002                                | Ostenda                             | 7 Mistrzostwa Europy Mikstów        | Miksty                              | Irena Chodorowska                   | 148                                 |
| 2001                                | Sorrento                            | 11 Otwarte Mistrzostwa Europy Par   | Open                                | Irena Chodorowska                   | 21                                  |
| 2000                                | Bellaria                            | 6 Mistrzostwa Europy Mikstów        | Miksty                              | Irena Chodorowska                   | 169                                 |
| 1999                                | Warszawa                            | 10 Otwarte Mistrzostwa Europy Par   | Open                                | Irena Chodorowska                   | 40                                  |
| 1998                                | Akwizgran                           | 5 Mistrzostwa Europy Mikstów        | Miksty                              | Irena Chodorowska                   | 166                                 |
| 1997                                | Haga                                | 9 Otwarte Mistrzostwa Europy Par    | Open                                | Irena Chodorowska                   | 22                                  |
| 1996                                | Monte Carlo                         | 4 Mistrzostwa Europy Mikstów        | Miksty                              | Irena Chodorowska                   | 135                                 |
| 1994                                | Barcelona                           | 3 Mistrzostwa Europy Mikstów        | Miksty                              | Irena Chodorowska                   | 184                                 |
| 1993                                | Bielefeld                           | 7 Mistrzostwa Europy Par            | Open                                | Irena Chodorowska                   | 173                                 |
| 1992                                | Ostenda                             | 2 Mistrzostwa Europy Mikstów        | Miksty                              | Irena Chodorowska                   | 72                                  |
| 1991                                | Montecatini                         | 6 Mistrzostwa Europy Par            | Open                                | Irena Chodorowska                   | 28                                  |
| 1990                                | Bordeaux                            | 1 Mistrzostwa Europy Mikstów        | Miksty                              | Irena Chodorowska                   | 107                                 |

| Mistrzostwa Europy. Konkurencja Teamów | Mistrzostwa Europy. Konkurencja Teamów | Mistrzostwa Europy. Konkurencja Teamów | Mistrzostwa Europy. Konkurencja Teamów | Mistrzostwa Europy. Konkurencja Teamów | Mistrzostwa Europy. Konkurencja Teamów |
| Rok                                    | Miejscowość                            | Zawody                                 | Kategoria                              | Team                                   | Pozycja                                |
| -------------------------------------- | -------------------------------------- | -------------------------------------- | -------------------------------------- | -------------------------------------- | -------------------------------------- |
| 2007                                   | Antalya                                | 3 Otwarte Mistrzostwa Europy           | Open                                   | Malpol                                 | 82                                     |
| 2002                                   | Ostenda                                | 7 Mistrzostwa Europy Mikstów           | Miksty                                 | Chodorowska                            | 61                                     |
| 2000                                   | Bellaria                               | 6 Mistrzostwa Europy Mikstów           | Miksty                                 | Walczak                                | 38                                     |
| 1998                                   | Akwizgran                              | 5 Mistrzostwa Europy Mikstów           | Miksty                                 | Chodorowska                            | 53                                     |
| 1994                                   | Barcelona                              | 3 Mistrzostwa Europy Mikstów           | Miksty                                 | Chodorowska                            | 5                                      |
| 1992                                   | Ostenda                                | 2 Mistrzostwa Europy Mikstów           | Miksty                                 | Chodorowska                            | 44                                     |
| 1990                                   | Bordeaux                               | 1 Mistrzostwa Europy Mikstów           | Miksty                                 | Frenkiel                               | 63                                     |